# Port de Capri
Le port de Capri est le principal port de l'île de Capri. Il est situé face à la baie de Naples, au nord de l'île, dans le village de Marina Grande, sur la commune de Capri.